# Holocranaus pectinitibialis
Holocranaus pectinitibialis is een hooiwagen uit de familie Cranaidae.